# Syndrome dysentérique
Le syndrome dysentérique caractérise la dysenterie qui est une infection intestinale par des germes entéro-invasifs.
Les bactéries pénètrent et se multiplient dans les entérocytes, entraînant des lésions au niveau du côlon qui perd alors ses capacités d'absorption.
Le syndrome dysentérique comprend :
- des douleurs abdominales violentes avec épreintes, ténesmes et faux besoins
- une diarrhée afécale, glaireuse et mucopurulente, parfois sanglante.
- une altération de l'état général, de la fièvre.

- Le syndrome dysenterique est causé par les bactéries de type Shigella dysenteriae

Le syndrome dysenterique est à ne pas confondre avec le syndrome gastro-entéritique (bactéries de type Salmonella typhi et Salmonelloses mineures, et Yersinia pseudotuberculosis et Yersinia enterocolitica)
qui doit également être distingué du syndrome cholériforme (Escherichia coli entérotoxinogène,  Staphylococcus aureus et  vibrio cholerae).
En effet, dans les deux derniers syndromes, il n'y a pas d'invasion ni destruction des cellules enterocytaires de la part des germes bactériens.
Plus rarement un parasite peut donner une diarrhée invasive :
- Bilharziose
- Entamoeba histolytica